# Okinawaïen
L'okinawaïen,, (沖縄口／うちなーぐち, uchinaaguchi) est une langue parlée au Japon, dans l'île d'Okinawa, ainsi que sur les îles Kerama, Kumejima, Tonaki, Aguni, et l'archipel Daitō situé à l'est.

## Origine
L'okinawaïen n'est pas un dialecte du japonais, à proprement parler, mais une branche séparée du groupe des langues japoniques utilisé dans la région d'Okinawa, très différent du japonais parlé sur les îles de Kyūshū, de Honshū, de Shikoku et de Hokkaidō.
Il fait partie du groupe des langues ryūkyū, apparentées au japonais. Il comporte plusieurs dialectes, dont le dialecte de Shuri qui est standardisé à l'époque du royaume de Ryūkyū, sous le règne de Shō Shin (1477-1526). Il est alors la langue officielle utilisée par l'aristocratie locale. De nombreux chants et poèmes d'Okinawa sont écrits en dialecte shuri.

## Vocabulaire
- Oui : uun (うーん)
- Non : aibiran (あいびらん)
- Bonjour : haisai (はいさい)
- S'il vous plaît : unigeesabira (うにげーさびら)
- Merci : nifeedeebiru (にふぇーでーびる)
- Bienvenue : mensooree (めんそーれー)
- Comment allez-vous ? : ganju ya miseemi? (がんじゅやみせーみ？)
- Personne d'Okinawa : uchinaanchu (沖縄人/うちなーんちゅ)